# Oligoneuriella
Genre
Oligoneuriella est un genre d'insectes éphéméroptères de la famille des Oligoneuriidae.

## Liste d'espèces
- Oligoneuriella rhenana
- Oligoneuriella pallida